# 莫斯汀

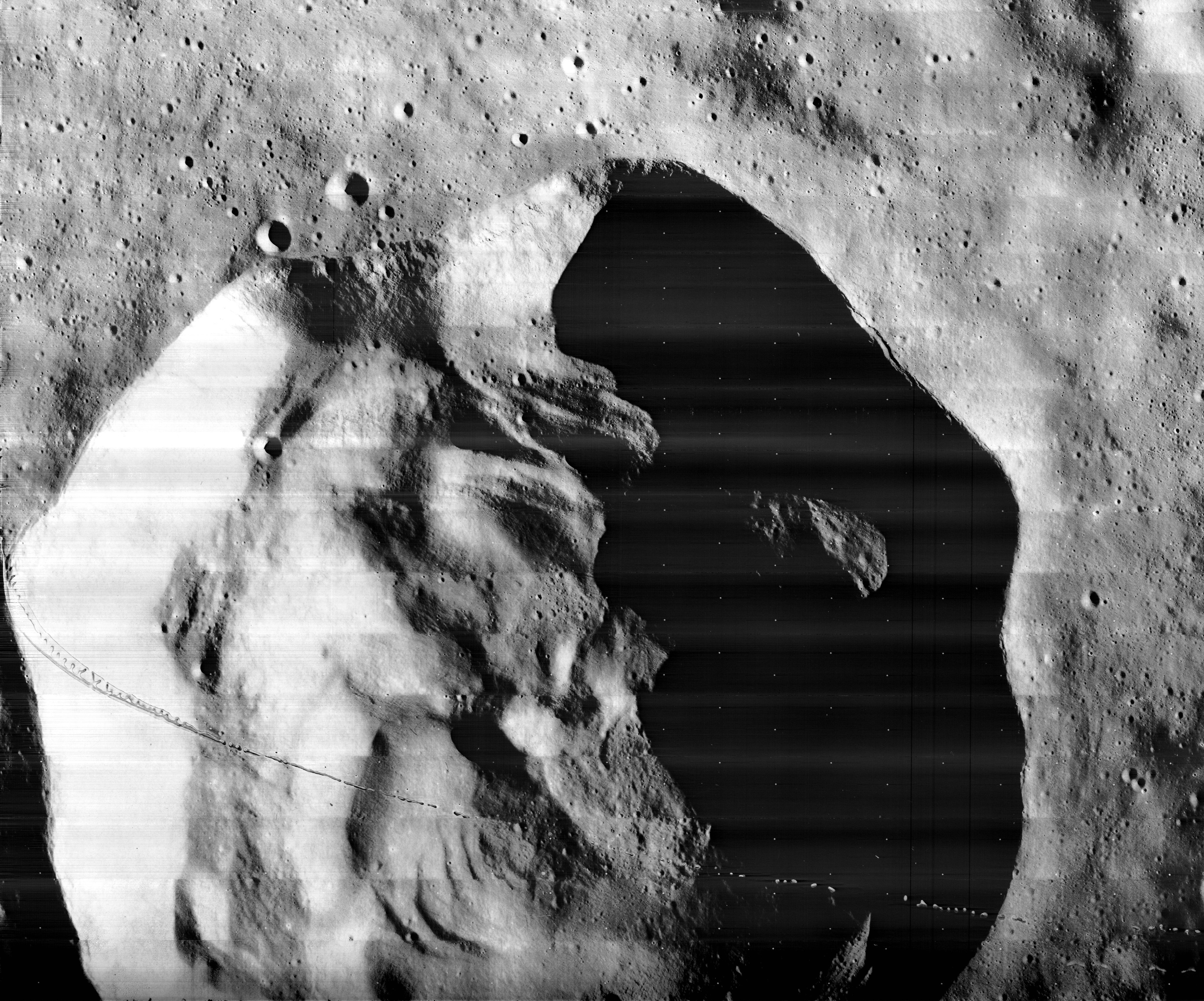
月球轨道器3号拍摄的莫斯汀陨石坑特定

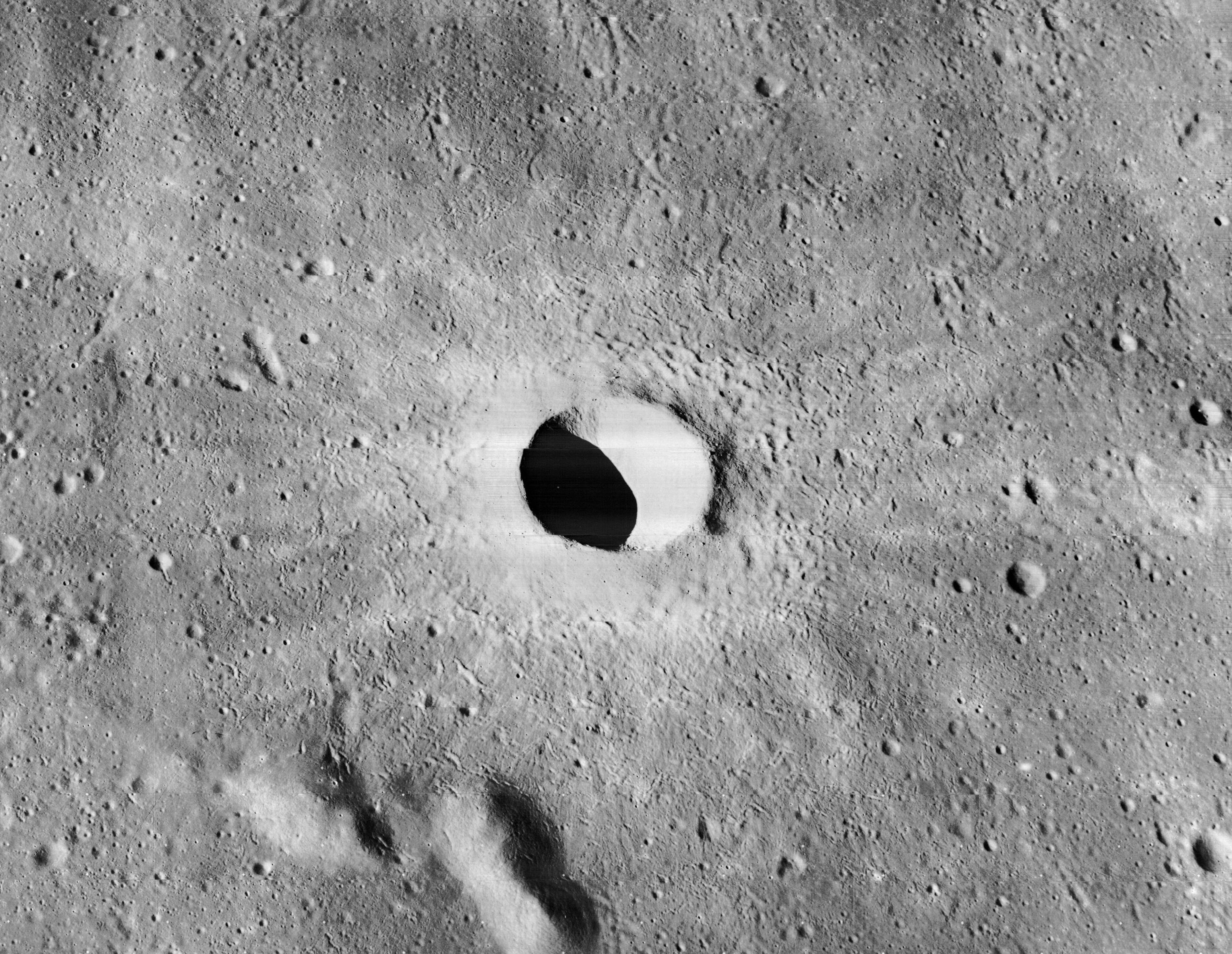
月球轨道器3号拍摄的带射纹的卫星坑"莫斯汀 C"

莫斯汀陨石坑 (Mösting) 是位于月球正面島海東南侧的一座的小撞击坑，约形成于哥白尼纪，其名称取自丹麦银行家和慈善家约翰·西吉斯蒙德·冯·默斯廷(Johan Sigismund von Møsting，1759年–1843年)，1935年被国际天文联合会批准接受。

## 描述
该陨坑西北毗邻破损的索莫林环形山，東南坐落着巨大的陨石坑-弗拉马利翁湾，拉朗德陨石坑则位于它的西南。莫斯汀陨石坑的东北是中央湾、南面横亘着弗拉马利翁月溪。该陨坑中心月面坐标为0°42′S 5°53′W / 0.7°S 5.88°W，直径24.4公里，深度2800米。
莫斯汀陨石坑外观呈多边形状，北侧有一小内凹处。坑壁边缘清晰、尖峭，内侧壁呈台地结构，环内壁坡底有塌砾堆积；坑壁平均高出周边地形840米，内部容积约有370公里³。坑底表面崎岖不平，中心处有一座小型的中央山丘。该陨坑形态特征隶属"TRI类"(以该类撞击坑的典型代表-特里斯纳凯尔陨石坑所命名)。

## 陨坑截面图
该图显示了陨坑不同方向上的截面部位，纵向坐标轴(Y轴)单位为英尺，右上方图显示的比例尺为米。

## 卫星陨石坑
按照惯例，最靠近索莫斯汀陨石坑的卫星坑在月图上以字母标注在该坑中心点的旁边。
| 索莫斯 | 纬度   | 经度   | 直径    |
| ------ | ------ | ------ | ------- |
| A      | 3.2° S | 5.2° W | 13 公里 |
| B      | 2.7° S | 7.4° W | 7 公里  |
| C      | 1.8° S | 8.0° W | 4 公里  |
| D      | 0.3° S | 5.1° W | 7 公里  |
| E      | 0.3° N | 4.6° W | 44 公里 |
| K      | 0.7° S | 7.4° W | 3 公里  |
| L      | 0.6° S | 3.4° W | 3 公里  |
| M      | 1.3° S | 4.3° W | 31 公里 |
| U      | 3.2° S | 6.6° W | 18 公里 |

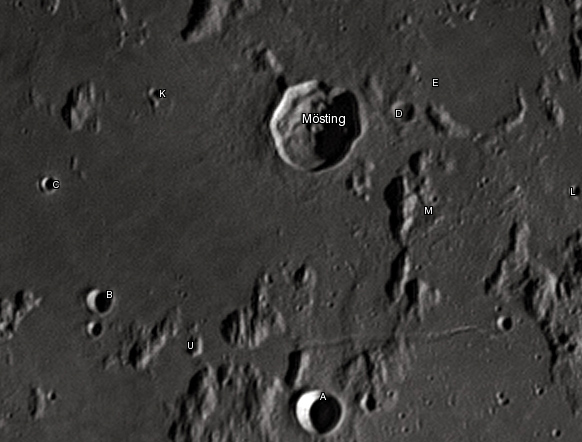
戴维·坎贝尔图片

- 卫星坑"莫斯汀 A"在月面坐标系统承担着确定坐标起始点的基础作用，该陨坑的月面坐标为南纬3°12'43.2" 、西经5°12'39.6"。

1931年-1948年苏联天文学家"伊戈尔·弗拉基米罗维奇·别尔科维奇"曾对月球进行了几何观测，并获得了247个有关"莫斯汀 A"坑在月球位置中的新测量值；  
- 卫星坑"莫斯汀 A"在施罗特亮度表中的明暗等级为9°；
- 莫斯汀陨石坑及卫星坑"莫斯汀 A"已被月球和行星观测协会(ALPO)列入《带有明亮射纹系统的撞击坑列表》[4]；
- 卫星坑"莫斯汀 A"已被月球和行星天文协会(ALPO)列入《内侧壁坡带有暗黑辐射纹的撞击坑列表》[5]；
- 莫斯汀陨石坑和卫星坑"莫斯汀 A"及"莫斯汀 C"曾被记录到在月食期间表面温度发生异常，其原因是这些陨坑地质龄较短，

尚未能形成能产生隔热作用的表岩屑层。

## 图集
- 月球轨道器4号拍摄的4108 h3 （页面存档备份，存于）
- 月球轨道器4号拍摄的4109 h3 （页面存档备份，存于）
- 阿波罗16号拍摄的 AS16-M-0845 （页面存档备份，存于）